# ITV 일요시네마
《iTV 일요시네마》는 경인방송의 영화 정보 프로그램이다.